# Duizend ogen
Duizend ogen is het 41ste stripalbum uit de Thorgal-reeks. Het werd voor het eerst uitgegeven bij Le Lombard in 2023. Het album is getekend door F. Vignaux met scenario van Yann. 

## Het verhaal
Op weg naar huis vergaat het schip van Thorgal in een storm. Hij strandt met Jolan en Noor op een rotseiland voor de kust. 
Thorgal zwemt alleen naar de vastewal om hulp. Hij wordt gevangen genomen door Oksekog die hem met een gevaarlijke opdracht belast. Wil hij Jolan en Noor redden dan moet hij een stuk van de mysterieuze steen met de duizend ogen van de godin Skaedi uit Asgard bemachtigen. De steen ligt verborgen in een ondergronds doolhof en wordt door giftige adders bewaakt. Thorgal wordt gebeten, maar krijgt hulp van Mýsla, een jonge slangenbezweerster.